# Das grüne Paradoxon: Plädoyer für eine illusionsfreie Klimapolitik
Das grüne Paradoxon ist der Kurztitel eines 2008 erschienenen Buches des deutschen Ökonomen Hans-Werner Sinn. Sinn beschreibt darin seine These, dass eine absehbar verschärfte Umweltpolitik wie eine angekündigte Enteignung der Besitzer fossiler Energieträger wirke. Mittelbar würden damit Ressourcenförderung und -verbrauch – und folglich der Ausstoß klimaschädlicher Gase – beschleunigt und nicht, wie beabsichtigt, verringert. 2012 erschienen eine vollständig aktualisierte und überarbeitete Taschenbuchausgabe und die erste internationale Ausgabe. Weiter schreibt Sinn, dass die Verringerung der Nachfrage nach z. B. fossilen Brennstoffen zu einer Erhöhung der Nachfrage in jenen Staaten führe, welche keine Emissionsverringerung durchsetzten. Grund sei die angebotene Menge, welche gleichbliebe. Sinn führt dies auf politische Instabilitäten in manchen ölfördernden Ländern und gleichbleibende Fördermengen seitens der OPEC zurück. Die Verringerung der Nachfrage senke den Preis fossiler Brennstoffe und ein verringerter Preis führe zu höherem Konsum. In diesem Sinne sei jede Emissionsreduktion eine indirekte Subvention von Verbrauchern.

## Argumentation
Die Begründung des grünen Paradoxons beginnt mit der Feststellung, dass jedes Kohlenstoffatom, das in Form von Gas, Kohle oder Öl aus der Erde geholt und verbrannt wird, letzten Endes in die Atmosphäre gelangt. Hocheffektive Verbrennungsprozesse, die sicherstellen, dass kein Anteil des extrahierten Kohlenstoffs zu Ruß wird, verstärken die Bedeutung dieses Zusammenhangs. Rund ein Viertel des in die Atmosphäre ausgestoßenen Kohlenstoffs verbleibt nahezu für immer dort und trägt zum Treibhauseffekt bei, der für die Erderwärmung verantwortlich ist.
Abgesehen von der Aufforstung und ähnlichen Maßnahmen kann laut Sinn die Akkumulation von Kohlenstoff in der Atmosphäre nur auf zweierlei Art reduziert werden: Entweder wird weniger Kohlenstoff aus der Erde herausgeholt, oder der Kohlenstoff wird nach der Energiegewinnung wieder dort hinein gesteckt.
Die Bemühungen der Umweltpolitik stellen auf alternative, CO2-freie Energiequellen und auf eine effizientere Energienutzung ab. Laut Sinn befassen sie sich daher ausschließlich mit der Nachfrageseite des Kohlenstoffmarktes und vernachlässigen das Angebot. Trotz erheblicher Anstrengungen zur Reduktion der Nachfrage ist es bislang aber noch nicht zu einer Senkung der weltweit ausgestoßenen Mengen an CO2 gekommen. Der Ausstoß an CO2 steigt vielmehr unvermindert an.
Ursächlich hierfür ist laut Sinn die Tatsache, dass eine Umweltpolitik durch Ankündigung einer stufenweise Verschärfung ihrer Maßnahmen über die kommenden Jahrzehnte einen immer stärker werdenden Druck auf die Preise ausübt: Die Preise werden in der Gegenwart und in der Zukunft gegenüber dem Niveau, das sie sonst gehabt hätten, gedrückt, aber in der Zukunft noch mehr als in der Gegenwart. Dies senkt die Wertzuwachsrate der Lagerstätten fossiler Brennstoffe und erfüllt die Besitzer dieser Lagerstätten mit Sorge. Die Besitzer reagieren mit einer Beschleunigung ihrer Förderung, um ihr Vermögen verstärkt in Finanzkapital umzuwandeln, das höhere Renditen verspricht.
Das ist das grüne Paradoxon: Eine angekündigte Umweltpolitik, die über die Zeit immer „grüner“ wird, wirke wie eine angekündigte Enteignung und veranlasst die Besitzer fossiler Brennstoffe, ihre Bestände schneller auszubeuten, wodurch der Klimawandel beschleunigt wird.
Länder, die nicht an den Nachfragebeschränkungen teilnehmen, hätten einen doppelten Vorteil. Sie könnten nicht nur den Kohlenstoff verbrennen, der von den „grünen“ Ländern eingespart wird (leakage effect), sondern zusätzlich die Kohlenstoffmengen, die durch die angekündigte und erwartete Preisreduktion aufgrund der sukzessive grüner werdenden Politik neu auf den Markt kämen (grünes Paradoxon).
Wie Sinn betont, ist es eine Voraussetzung für das grüne Paradoxon, dass die Ressource knapp in dem Sinne ist, dass der Preis immer über den Stückkosten der Extraktion und Exploration liegen wird. Da neue Technologien im besten Fall ein perfektes Substitut für Elektrizität darstellen würden, aber nicht für fossile Brennstoffe, ist für Sinn diese Voraussetzung erfüllt. Die Preise für Kohle und Erdöl sind heute um ein Vielfaches höher als die Summe aus Extraktions- und Explorationskosten, und sie werden es auch bleiben. Zwar wird der Übergang zu schwerer erreichbaren Beständen die Extraktionskosten laufend erhöhen, doch wird die Verknappung der Bodenschätze auch deren Preise steigern. Solange die Bodenschätze selbst einen Wert behalten, kann es nie passieren, dass die Preise die Extraktionskosten nicht mehr decken. Marginale grüne Nachfragepolitiken seien deshalb außerstande, den Ressourcenabbau dadurch zu senken, dass sie die Preise unter die Kosten senken.

### Realisierbare Lösungen
Eine effektive Klimapolitik müsse zwangsläufig die bisher vernachlässigte Angebotsseite des Kohlenstoffmarktes zusätzlich zur Nachfrageseite in den Blick nehmen. Eine mögliche Lösung zur Erreichung dieses Ziels besteht nach Sinn in der Erhebung einer Quellensteuer auf die Kapitalerträge, die die Ressourcenbesitzer auf Finanzanlagen erzielen. Eine solche Steuer nimmt ihnen die Lust am Fördern der Bodenschätze. Eine andere Lösung besteht in der Einführung eines lückenlosen globalen Emissionshandelssystems, das den weltweiten Verbrauch fossiler Brennstoffe wirksam beschränkt und dadurch die gewünschte Reduktion in der Kohlenstoffförderung erzwingt.

### Ähnlich gelagerte Veröffentlichungen
Sinns Thesen wurden zuweilen mit dem ähnlich gelagerten Befund, aber unterschiedlichen Schlussfolgerungen des Schweizer Autors Marcel Hänggi verglichen, der im Unterschied zu Sinn dem politisch linken Lager zugeordnet wird. In Frankreich wurde Christian Gerondeau 2009 mit einer ähnlich gelagerten Buchveröffentlichung bekannt. Demnach würden die zugänglichen Öl- und Kohlevorkommen völlig unabhängig von Verbrauchseinschränkung einzelner auf jeden Fall verbraucht, da im Verzichtsfall etwa der EU andere Länder wie China und Indien verstärkt auf die verbleibenden Ressourcen zugriffen.

## Entwicklung
„Das grüne Paradoxon“ baut auf Sinns früheren Untersuchungen zu Angebotsreaktionen von Besitzern natürlicher Ressourcen auf angekündigte Preisänderungen auf.
Sinn hatte seine Ideen zum grünen Paradoxon vorab detailliert in einigen wissenschaftlichen Artikeln, seiner Thünen-Vorlesung 2007 während der Jahrestagung des Vereins für Socialpolitik, seiner Presidential Address bei der Welttagung des International Institute of Public Finance in Warwick 2007 und in zwei Working Papers vorgestellt.

## Rezensionen und öffentliche Wahrnehmung
Hans-Werner Sinns Buch Das grüne Paradoxon – Plädoyer für eine illusionsfreie Klimapolitik erreichte in der FAZ-Rubrik Die besten Wirtschaftsbücher des Jahres 2008 den vierten Platz. Sinns Buch sei eine „klare Analyse der Umweltproblematik und Umweltpolitik“, so die FAZ. Die TAZ schreibt, dass Sinns ökonomische Diskussion vielschichtiger sei als das, was etwa die Atomkraftlobby sonst biete. „Das sollen die grünen Energiepolitiker jetzt erst einmal kontern“. Die NZZ empfiehlt das Buch jedem Bürger zur Lektüre. Es ermögliche „wie wenige Publikationen eine eigene und unabhängige Urteilsbildung“ und stehe damit in „bester Tradition der Aufklärung“. Während Dirk Maxeiner im Deutschlandradio attestiert, dass wer Hans-Werner Sinns Buch durchgelesen hat, nicht unbedingt um eine Perspektive reicher, aber mit Sicherheit um ein paar Illusionen ärmer sei, kritisiert Johannes Kaiser, dass Sinn allzu oft Halbwahrheiten liebe und „populistische Stimmungsmache“ betreibe. Die Süddeutsche Zeitung schreibt, Sinn zerlege mit wohl gewählten Worten jegliche Ansätze, um Klimaprobleme zu lösen. Seine Vorschläge seien allerdings kaum praktikabel, für die aktuellen Energieprobleme böten sie keine Perspektive. Die Wirtschaftswoche urteilt, Sinns Analyse der Umweltpolitik sei exzellent und treffe den Nerv der Debatte. Doch auf der Suche nach Alternativen stoße auch er an Grenzen. Der Deutschlandfunk kritisierte das Buch für das darin „konstruierte Paradoxon“ und kommentiert Sinns Lösung eines weltweiten Klimaabkommens mit den Worten: „Mit dramatischen Worten und nach falschen Argumenten kommt Hans-Werner Sinn zu einem richtigen Ergebnis – bloß mit fast 20 Jahren Verspätung.“ Marcel Hänggi meint in der WOZ, dass Sinn den Nagel auf den Kopf treffe und man ihn ohne falsche Ängste lesen sollte.

## Belege
1. 1 2  Das grüne Paradoxon: Plädoyer für eine illusionsfreie Klimapolitik. Econ Verlag, 2008, ISBN 978-3-430-20062-2.
2. ↑  Das grüne Paradoxon: Plädoyer für eine illusionsfreie Klimapolitik. Ullstein Taschenbuch, 2012, ISBN 978-3-548-37396-6.
3. ↑  The Green Paradox. A Supply-Side Approach to Global Warming. The MIT Press, 2012, ISBN 978-0-262-01668-1.
4. ↑  D. Archer: Fate of Fossil Fuel CO2 in Geologic Time. In: Journal of Geophysical Research. 110, 2005, S. 5–11.
5. ↑  D. Archer, V. Brovkin: Millennial Atmospheric Lifetime of Anthropogenic CO2. Climate Change, mimeo, 2006.
6. ↑  G. Hoos, R. Voss, K. Hasselmann, E. Meier-Reimer, F. Joos: A Nonlinear Impulse Response Model of the Coupled Carbon Cycle-Climate System (NICCS). In: Climate Dynamics. 18, 2001, S. 189–202.
7. ↑  International Energy Agency (IEA), IEA Database, CO2 Emissions from Fuel Combustion 2007. Accessible online at: www.sourceoecd.org
8. ↑  Netherlands Environmental Assessment Agency, Global CO2 Emissions: Increase Continued in 2007, Bilthoven, June 13, 2008. Accessible online at: Archivierte Kopie (Memento des Originals vom 10. Februar 2009 im Internet Archive)  Info: Der Archivlink wurde automatisch eingesetzt und noch nicht geprüft. Bitte prüfe Original- und Archivlink gemäß Anleitung und entferne dann diesen Hinweis.
9. ↑  N.V. Long: Resource Extraction under the Uncertainty about Possible Nationalization. In: Journal of Economic Theory. 10, 1975, S. 42–53.
10. ↑  K. A. Konrad, T. E. Olson, R. Schöb: Resource Extraction and the Threat of Possible Expropriation: The Role of Swiss Bank Accounts. In: Journal of Environmental Economics and Management. 26, 1994, S. 149–162.
11. ↑  S. Felder, T. F. Rutherford: Unilateral CO2 Reductions and Carbon Leakage: The Consequences of International Trade in Oil and Basic Materials. In: Journal of Environmental Economics and Management. 25, 1993, S. 162–176.
12. ↑  J.-M. Burniaux, J. Oliveira Martins: Carbon Emission Leakages: A General Equilibrium View. OECD Working Paper No. 242, 2000.
13. 1 2  Ressentiments und Halbwahrheiten. Im: Deutschlandfunk. 1. Dezember 2008.
14. ↑  Christian Gerondeau: CO2 : un mythe planétaire. Les éditions du Toucan, Paris 2009, ISBN 978-2-8100-0246-7.
15. ↑  H-W. Sinn, „Absatzsteuern, Ölförderung und das Allmendeproblem“ (Sales Taxes, Oil Extraction and the Common Pool Problem), in: H. Siebert, ed., Reaktionen auf Energiepreisänderungen, Lang: Frankfurt and Bern 1982, S. 83–103.
16. ↑  N.V. Long, H.-W. Sinn: Surprise Price Shifts, Tax Changes and the Supply Behaviour of Resource Extracting Firms. Australian Economic Papers 24, 1985, S. 278–289.
17. ↑  H.-W. Sinn, “Public Policies against Global Warming: A Supply Side Approach”, International Tax and Public Finance 15, 2008, S. 360–394.
18. ↑  H.-W. Sinn: Das grüne Paradoxon: Warum man das Angebot bei der Klimapolitik nicht vergessen darf. In: Perspektiven der Wirtschaftspolitik. 9, 2008, S. 109–142.
19. ↑  Archivierte Kopie (Memento des Originals vom 27. Februar 2021 im Internet Archive)  Info: Der Archivlink wurde automatisch eingesetzt und noch nicht geprüft. Bitte prüfe Original- und Archivlink gemäß Anleitung und entferne dann diesen Hinweis.
20. ↑  Hans-Werner Sinn: Das grüne Paradoxon: Warum man das Angebot bei der Klimapolitik nicht vergessen darf. (Ifo Working Paper No.54; PDF; 687 kB) ifo Institut für Wirtschaftsforschung an der Ludwig-Maximilians-Universität München und Lehrstuhl für Finanzwissenschaft, Januar 2008, abgerufen am 21. Juni 2009 (deutsch).
21. ↑  H.-W. Sinn: Public Policies against Global Warming. CESifo Working Paper No. 2087, August 2007, Archivierte Kopie (Memento des Originals vom 17. Februar 2012 im Internet Archive)  Info: Der Archivlink wurde automatisch eingesetzt und noch nicht geprüft. Bitte prüfe Original- und Archivlink gemäß Anleitung und entferne dann diesen Hinweis.
22. ↑  H.-W. Sinn: Pareto Optimality in the Extraction of Fossil Fuels and the Greenhouse Effect: A Note. CESifo Working Paper No. 2083, August 2007, Archivierte Kopie (Memento des Originals vom 18. Dezember 2018 im Internet Archive)  Info: Der Archivlink wurde automatisch eingesetzt und noch nicht geprüft. Bitte prüfe Original- und Archivlink gemäß Anleitung und entferne dann diesen Hinweis.
23. ↑  Die besten Wirtschaftsbücher des Jahres 2008. In: FAZ. 21. Dezember 2008.
24. ↑  Wie ein Geisterfahrer. In: FAZ. 5. Januar 2009.
25. ↑  Grün ist nicht immer grün. In: TAZ. 4. April 2009.
26. ↑  Wider die grünen Illusionen der Klimapolitik. In: NZZ. 10. Dezember 2008.
27. ↑  Eine Provokation für Klimaschützer. In: Lesart Deutschlandradio am 30. November 2008
28. ↑  Egoismus als Ausweg aus der Klimakrise. In: Radiofeuilleton Deutschlandradio am 11. November 2008
29. ↑  Gefühlsgrün in der Klimafalle. (Memento des Originals vom 14. August 2009 im Internet Archive)  Info: Der Archivlink wurde automatisch eingesetzt und noch nicht geprüft. Bitte prüfe Original- und Archivlink gemäß Anleitung und entferne dann diesen Hinweis. In: Süddeutsche Zeitung. 14. Oktober 2008.
30. ↑  Verlorene Welt – Hans-Werner Sinn Der Präsident des ifo Instituts warnt vor blindem Öko-Aktionismus. In: Wirtschaftswoche. 3. November 2008, Nr. 45, S. 16.
31. ↑  Marcel Hänggi: «Das grüne Paradoxon». Plädoyer für «ein Stück Kommunismus». In: Die Wochenzeitung. 5. März 2009, abgerufen am 16. Januar 2025.